# Лицензинторг
Лицензинторг (англ. LICENSINTORG) — федеральное государственное унитарное предприятие, внешнеэкономическое объединение, созданное в 1962 году для осуществления международного технологического обмена на коммерческой основе. Название отражает основную цель деятельности предприятия — торговлю (куплю-продажу) лицензиями на внешнем рынке, как правовой и коммерческий механизм передачи прав на использование объектов интеллектуальной собственности.

## Направления деятельности
Основными направлениями деятельности ФГУП "Внешнеэкономическое объединение «Лицензинторг» являются:
1. Продвижение на мировой рынок новейших отечественных технологий и разработок.
2. Коммерциализация интеллектуальной (промышленной) собственности.
3. Продажа технологий, патентов и товарных знаков на внешнем рынке.
4. Закупка лицензий и технологического оборудования за рубежом.
5. Определение ставок роялти и обоснование стоимости лицензий.
6. Маркетинговые исследования конъюнктуры мирового рынка в сфере лицензионной торговли.
7. Производственная кооперация на базе купли-продажи промышленной собственности.
8. Оценка стоимости объектов промышленной собственности.
9. Юридическое и информационное обслуживание внешнеторговых сделок.
10. Поиск иностранных партнёров

## История
14 июня 1962 года во исполнение Постановления Совета Министров СССР № 607 «Об улучшении охраны государственных интересов в области изобретений и о дальнейшем улучшении организации изобретательства в СССР» было создано Всесоюзное объединение Лицензинторг, ориентированное на международный технологический обмен с зарубежными странами на коммерческой основе. До 1991 года Лицензинторг выступал уполномоченным государством заказчиком по привлечению иностранных технологий в национальное производство. Одновременно Лицензинторг вышел на мировой рынок с технологиями, созданными в научно-исследовательских организациях СССР, практически во всех отраслях народного хозяйства.
На долю Объединения приходилось около 75 % импорта зарубежных технологий для перевооружения предприятий страны — от оборонного комплекса до производства товаров народного потребления.
В 1979 году ВО «Лицензинторг» было преобразовано во Всесоюзное хозрасчетное внешнеторговое объединение «Лицензинторг». Представляя на международном рынке технологий практически все отрасли народного хозяйства СССР, Лицензинторг реализовал на внешнем рынке права промышленной собственности на отечественные изобретения на сумму более 1 млрд. инвалютных рублей, что соответствовало примерно 1,7 млрд. долларов США при курсе 1 инвалютный рубль =0,6 доллара США.
В 1980-е годы Лицензинторг был инициатором развития долгосрочного экономического сотрудничества с фирмами из капиталистических государств на основе производственной кооперации путём создания совместных предприятий для производства различных товаров (мобильных бетонозаводов, бетононасосов, бетоносмесителей), бытовой техники (кухонные комбайны, кофемолки, фены, фотовспышки и других).
В 1985 году Постановлением Совета Министров СССР Лицензинторгу было поручено представлять интересы в сфере международного сотрудничества по освоению космического пространства. Первые коммерческие эксперименты на борту спутников и космических станций, первый французский, британский, западногерманский и японский космонавты были отправлены в космос по договорам Лицензинторга.
В 1992 году Объединение было преобразовано в Государственное унитарное предприятие "Внешнеэкономическое объединение «Лицензинторг», а в 2003 году приказом Министерства экономического развития и торговли Российской Федерации № 275 от 25.08.2003 года Объединение было переименовано в Федеральное государственное унитарное предприятие "Внешнеэкономическое объединение «Лицензинторг».
За 45 лет коммерческой деятельности Лицензинторгом было заключено более семи тысяч действующих экспортных, импортных контрактов и лицензионных соглашений. По проданным Лицензинторгом технологиям в области чёрной и цветной металлургии, химии и нефтехимии, производства минеральных удобрений, электросварки, пищевой промышленности и других отраслей народного хозяйства работают предприятия в США, Японии, Германии, Франции, Италии, Испании, Китае и других странах. Более двух тысяч зарубежных фирм, российских предприятий и институтов, связанных партнёрскими отношениями с Лицензинторгом.
Помимо своей традиционной деятельности — купли-продажи лицензий на новейшие технологии, Лицензинторг активно занимается экспортом и импортом широкой номенклатуры товаров, имеет статус официального поставщика ООН.
Деятельность Лицензинторга не ограничивается только торговыми операциями. Объединение является участником российской части Российско-Французской рабочей группы по сотрудничеству в области промышленности и подгруппы по вопросам охраны и легального использования промышленной собственности, Смешанного Российско-Французского Комитета по научному и технологическому сотрудничеству, привлекается ЕЭК ООН к созданию группы по оценке и коммерческому использованию интеллектуальной собственности.
Лицензинторг участвует в ряде зарубежных акционерных обществ: «Техноунион ГмбХ», Германия; «Листек Оу» и «Конеисто Оу», Финляндия; «Литко Ко. Лтд.», Индия.

## Некоторые лицензии, проданные ВЭО «Лицензинторг»
| Наименование лицензии                                                                 | Страны, закупившие лицензию                                                               |
| ------------------------------------------------------------------------------------- | ----------------------------------------------------------------------------------------- |
| Установка непрерывной разливки стали                                                  | Япония, ФРГ, Индия, Италия                                                                |
| Установка сухого тушения кокса                                                        | Япония, ФРГ, Италия, Испания, Англия, Франция                                             |
| Испарительное охлаждение доменных и нагревательных печей                              | Франция, Япония, ФРГ, Италия, Австралия, США, Египет, Голландия, Индия, Румыния           |
| Процессы электрошлакового переплава и литья                                           | США, ФРГ, Япония                                                                          |
| Метод питания алюминиевых электролизёров (ошиновка)                                   | Япония, Канада, США, Франция                                                              |
| Способ разливки металлов в магнитном поле                                             | Швеция, Австралия, США, Япония, Швейцария, Франция                                        |
| Гидродобыча угля                                                                      | Япония, США, Англия                                                                       |
| Производство изопрена                                                                 | Англия, Франция, Япония                                                                   |
| Способ производства поликарбонатов                                                    | Италия, ФРГ                                                                               |
| Хирургическая коррекция зрения                                                        | Греция, Турция, Бразилия, США, Италия, Египет, Иордания, Индия, Япония, Боливия, Пакистан |
| Сшивающие медицинские инструменты                                                     | США                                                                                       |
| Способ шампанизации вина в непрерывном потоке                                         | Испания, ЧССР, Франция, ФРГ, ВНР, Италия, Финляндия                                       |
| Производство кефира                                                                   | Венгрия, Япония, Канада                                                                   |
| Запуск космонавта                                                                     | Япония, Англия, Франция, Австрия, Германия                                                |
| Проведение серии экспериментов на орбитальной станции «Мир»                           | США                                                                                       |
| Система жизнеобеспечения орбитальной станции МИР                                      | Япония                                                                                    |
| Жидкие смеси для изготовления стержней и форм                                         | Швеция, Дания, Италия, Франция, США, Норвегия, Англия                                     |
| Способ производства гальванических батарей                                            | Франция, Югославия, Испания, Венгрия                                                      |
| Высокоточные и герметичные резьбовые соединения обсадных и насосно-компрессорных труб | Япония, Бельгия, ФРГ, Франция                                                             |